# Regional Preferente de Navarra 1976-77
La temporada 1976-77 de Regional Preferente de Navarra era el cuarto nivel de las Ligas de fútbol de España para los clubes de Navarra y La Rioja, por debajo de la Tercera División de España.

## Sistema de competición
Los 20 equipos en un único grupo, que se enfrentan a doble vuelta, una vez en casa y otra en el campo del equipo rival, todos contra todos.
La siguiente temporada se crearía la Segunda División B, división entre la Segunda División y la Tercera División, lo que hizo que la Regional Preferente de Navarra pasase de ser la cuarta división a la quinta.
Al haber más plazas en divisiones superiores, los tres primeros clasificados ascendieron directamente a Tercera División, y el cuarto jugó una promoción de permanencia-ascenso contra uno de los dos últimos clasificados de cada grupo en Tercera División.
No hay descensos directos esta temporada. Hay una promoción de permanencia-ascenso entre los tres últimos clasificados y los segundos clasificados de cada grupo de Primera Regional.

## Clasificación[1]
| Pos. | Equipo                       | Pts. | PJ | G  | E  | P  | GF | GC | Dif. |                                |
| ---- | ---------------------------- | ---- | -- | -- | -- | -- | -- | -- | ---- | ------------------------------ |
| 1    | C. D. Peña Sport (C, A)      | 58   | 38 | 24 | 10 | 4  | 77 | 32 | +45  | Ascenso a Tercera              |
| 2    | C. D. Sangüesa (A)           | 58   | 38 | 26 | 6  | 6  | 81 | 32 | +49  | Ascenso a Tercera              |
| 3    | C. D. Izarra (A)             | 56   | 38 | 22 | 12 | 4  | 67 | 27 | +40  | Ascenso a Tercera              |
| 4    | C. D. Peña Azagresa          | 53   | 38 | 23 | 7  | 8  | 70 | 27 | +43  | Promoción de ascenso a Tercera |
| 5    | U. D. C. Chantrea            | 52   | 38 | 23 | 6  | 9  | 69 | 42 | +27  |                                |
| 6    | C. D. Alfaro                 | 47   | 38 | 19 | 9  | 10 | 68 | 39 | +29  |                                |
| 7    | C. Atlético Osasuna Promesas | 46   | 38 | 20 | 6  | 12 | 74 | 41 | +33  |                                |
| 8    | C. D. Oberena                | 39   | 38 | 16 | 7  | 15 | 79 | 63 | +16  |                                |
| 9    | C. D. Lagun Artea            | 38   | 38 | 14 | 10 | 14 | 43 | 55 | −12  |                                |
| 10   | C. D. Cortes                 | 38   | 38 | 16 | 6  | 16 | 55 | 65 | −10  |                                |
| 11   | C. D. Burladés               | 37   | 38 | 13 | 11 | 14 | 56 | 53 | +3   |                                |
| 12   | C. Haro Deportivo            | 36   | 38 | 13 | 10 | 15 | 42 | 44 | −2   |                                |
| 13   | C. D. Muskaria de Tudela     | 32   | 38 | 12 | 8  | 18 | 46 | 51 | −5   |                                |
| 14   | C. D. Pamplona               | 31   | 38 | 11 | 9  | 18 | 46 | 62 | −16  |                                |
| 15   | C. D. Iruña                  | 30   | 38 | 12 | 6  | 20 | 62 | 76 | −14  |                                |
| 16   | A. D. Cabanillas             | 26   | 38 | 8  | 10 | 20 | 32 | 69 | −37  |                                |
| 17   | C. D. Alesves                | 26   | 38 | 9  | 8  | 21 | 24 | 66 | −42  |                                |
| 18   | C. D. Logroñés Promesas      | 22   | 38 | 8  | 6  | 24 | 42 | 85 | −43  | Promoción de permanencia       |
| 19   | C. D. Arnedo                 | 17   | 37 | 7  | 3  | 27 | 31 | 86 | −55  | Promoción de permanencia       |
| 20   | C. D. Aitziber               | 16   | 37 | 6  | 4  | 27 | 35 | 94 | −59  | Promoción de permanencia       |

 Fuente: Fútbol Regional

## Promoción de ascenso[2]
| Equipo 1            | Agr. | Equipo 2             | Ida | Vuelta |
| ------------------- | ---- | -------------------- | --- | ------ |
| C. D. Peña Azagresa | 5-6  | C. F. Reus Deportivo | 4-2 | 1-4    |

| Ida; 19 de junio de 1977 | C. D. Peña Azagresa | 4:2 | C. F. Reus Deportivo |  |  |

| Vuelta; 26 de junio de 1977 | C. F. Reus Deportivo | 4:1 (Global 6:5) | C. D. Peña Azagresa |  |  |

| Permanece en Tercera División el |
| C. F. Reus Deportivo             |

## Promoción de permanencia
| Equipo 1                | Agr. | Equipo 2        | Ida | Vuelta |
| ----------------------- | ---- | --------------- | --- | ------ |
| C. D. Logroñés Promesas | 4-5  | C. D. Corellano | 4-1 | 0-4    |
| C. D. Ence              | 6-3  | C. D. Aitziber  | 4-1 | 2-2    |
| C. D. Arnedo            | 3-2  | C. D. Baztán    | 1-0 | 2-2    |

| Ida; 19 de junio de 1977 | C. D. Logroñés Promesas | 4:1 | C. D. Corellano |  |  |

| Vuelta; 26 de junio de 1977 | C. D. Corellano | 4:0 (Global 5:4) | C. D. Logroñés Promesas |  |  |

| Ida; 19 de junio de 1977 | C. D. Ence | 4:1 | C. D. Aitziber |  |  |

| Vuelta; 26 de junio de 1977 | C. D. Aitziber | 2:2 (Global 3:6) | C. D. Ence |  |  |

| Ida; 19 de junio de 1977 | C. D. Arnedo | 1:0 | C. D. Baztán |  |  |

| Vuelta; 26 de junio de 1977 | C. D. Baztán | 2:2 (Global 2:3) | C. D. Arnedo |  |  |

| Ascienden a Regional Preferente  | Descienden a Primera Regional |
| C. D. Corellano                  | C. D. Logroñés Promesas       |
| C. D. Ence                       | C. D. Aitziber                |
|                                  |                               |
| Permanece en Regional Preferente | Permanece en Primera Regional |
| C. D. Arnedo                     | C. D. Baztán                  |